# 시민과 함께하는 변호사들
시민과 함께하는 변호사들(市民과 함께하는 辯護士들, The lawyers for Citizens, 약칭 시변)은 대한민국 뉴라이트 계열의 변호사 모임이다. 2005년 1월 25일 이석연 변호사의 주도로 창립 회원 150여 명과 함께 창립했다. 현재 변호사 이헌이 사무총장으로 있으며, 전 박근혜 캠프 대변인이었던 한나라당 이두아 비례대표가 총괄 간사를 역임했으며, 서울 서초구 서초동 1712-2 동룡 빌딩 308에 사무실을 두고 있다.

## 주요 활동
- 2005년 1월 25일 서초동 변호사 회관에서 출범식 및 기자회견
- 2006년 4월 10일 행정도시 관련 위헌법률심판제청신청
- 2007년 1월 31일 과거사위원회 해체 건의 문화일보 컬럼 기고
- 2007년 4월 11일 한국방송공사 수신료 거부 헌법소원
- 2008년 5월 3일 사립 학교법에 관한 위헌 소송
- 2008년 7월 17일 촛불 시위 피해 상인 소송
- 2008년 8월 22일 인터텟 포털 규제 관련 한국방송공사 열린토론 참석
- 2008년 9월 4일 PD 수첩 국민 소송
- 2008년 9월 12일 사이버 모욕죄 등 인터넷 규제에 대한 토론
- 2009년 1월 12일 재미동포 PD 수첩 소송
- 2009년 2월 17일 PD 수첩 소송 법원에서 기각
- 2009년 3월 10일 제주 4·3 사건 희생자 결정 무효 확인 청구 행정 소송
- 2009년 5월 1일 노무현 전대통령 구속 수사 촉구 성명[1]
- 2009년 6월 8일 언소주 광고주 압박, 서울중앙지검에 고발장 제출
- 2009년 7월 24일 미디어법 표결의 적법성에 관한 논평
- 2009년 11월 13일 PD수첩 국민 및 재미교포 소송
- 2010년 3월 16일 PD수첩, 국민소송인단 상고
- 2010년 4월 29일 한나라당 조전혁 의원 전교조 명단 공개사건 지원
- 2010년 11월 5일 촛불시위 피해상인 소송 지원

## 소송 수행 경과
2005년 창립 이후 제기한 9건의 소송에서 모두 패소하였다.
| 소송                                             | 결과              | 비고         |
| ------------------------------------------------ | ----------------- | ------------ |
| 한국방송공사 수신료 징수 헌법소원                | 합헌 (2008.2.28)  |              |
| 행정도시특별법 헌법소원                          | 합헌 (2009.2.26)  |              |
| 기자실 통폐합 헌법소원                           | 각하 (2008.12.26) |              |
| 촛불시위 피해 상인 손해배상 청구                 | 기각 (2011.1.5)   | 1심, 항소    |
| PD수첩 손해배상 청구 (1차 국민소송)              | 기각 (2010.1.13)  | 항소심, 상고 |
| PD수첩 재미동포 손해배상 청구                    | 기각 (2010.1.26)  | 1심, 항소    |
| PD수첩 손해배상, 사과방송 등 청구 (2차 국민소송) | 기각 (2010.1.26)  | 1심, 항소    |
| 조전혁의원 권한쟁의 심판                         | 각하 (2010.7.29)  |              |
| 4.3사건 희생자 결정 무효확인                     | 각하 (2011.4.1)   |              |

## 한나라당 및 이명박 정부와의 관계
시변 출신으로 이명박 정부에서 공직자로 임명된 인물들은 다음과 같다.
| 성명   | 공직                    | 시변에서의 직책 |
| ------ | ----------------------- | --------------- |
| 이석연 | 법제처장                | 공동대표        |
| 강훈   | 청와대 법무비서관       | 공동대표        |
| 김영혜 | 국가인권위원회 상임위원 | 공동대표        |
| 이정호 | 교원소청위원회 위원     |                 |
| 양소영 | 교원소청위원회 위원     |                 |

이명박 정부 출범 이전의 정치활동 및 소송수행
- 강훈
  - 한나라당 2007년 대선후보경선 검증위원[11]
  - 정연주 전 한국방송 사장의 해임처분 집행 정지 신청 사건에서 이명박 대통령을 대리[14]
  - 1996년 이명박 의원의 공직선거법 위반사건 당시 변호인[14]
- 이헌
  - 한나라당 2007년 대선후보 경선 검증위원[11]
- 이두아
  - 이명박 대통령 후보 인권특보[11]
  - 한나라당 비례대표 국회의원
- 김용철
  - 대선 전 이 대통령의 형 이상은씨와 처남 김재정씨의 변호인[14]
- 홍지욱
  - 김윤옥씨의 사촌언니 김옥희씨와 함께 구속된 김아무개씨의 변호인[14]

## 조직
- 특별위원회
  - 북한인권 및 동북아위원회
  - 조세위원회
  - 특허위원회
  - 환경위원회
  - 여성위원회
  - 노동위원회
- 상임위원회
  - 공익소송위원회
  - 회언위원회
  - 공보위원회

## 조직원
법무법인 바른 소속의 변호사들이 많으며, 다음과 같은 변호사들이 활동하고 있다.

### 집행위원
- 사무총장 : 이헌 (공동 대표)
- 공동 대표: 정주교
- 공동 대표: 강훈
- 공동 대표: 이석연

### 총괄 간사
- 이두아

### 실무간사
박제형(32·정책), 양소영(30·회원), 이승태(30·정책), 이영희(29·정책), 최문기(33·공보)
(괄호 안의 숫자는 기수)

### 운영위원
공승배(28) 권용기(30) 권준호(16) 권태형(16) 김영철(12) 김욱균(17) 김창해(16) 김형진(15) 박대범(33) 박영목(16) 박영일(26) 박제형(32) 박철민(17) 박효진(25) 방희선(16) 변동열(20) 서병길(18) 서석호(14) 서성건(17) 서장언(법무4) 서홍직(18) 손영섭(법무4) 손재일(15) 심재왕(16) 양소영(30) 이광주(32) 이규선(17) 이대복(17) 이두아(25) 이상국(17) 이상용(17) 이석연(17) 이승태(30) 이영희 (29) 이용인(15) 이인재(31) 이재범(28) 이종대(17) 이헌(16) 장경찬(13) 전원책(법무4) 정무원(17) 정일화(17) 정주교(17) 정성흠(14) 정현교(28) 조홍래(31) 주광기(14) 주석환(17) 차기환(17) 차형근(16) 최문기(33) 한문철(17) 황성규(16)

## 비판
시민과 함께하는 변호사들의 활동에 관해서는 그 이름과 달리 정권의 대리인 노릇을 하면서 법리적으로 승소 가능성이 없는 억지 소송을 제기한다는 비판이 제기 되고 있다.

## 관련 단체
- 뉴라이트
- 헌법 포럼

## 같이 보기
- 대한변호사협회
- 민주사회를 위한 변호사 모임
- 희망을만드는법
- 헌법을 생각하는 변호사 모임
- 한반도 인권과 통일을 위한 변호사모임